# Hercuniates
El hercuniates o hercuniats (llatí: Hercuniatae o Hercuniates) foren una tribu o poble de Pannònia, que ocupaven el territori en el riu Danubi i el llac Pelso. Són esmentats per Plini el Vell i pel seu nom es creu que eren celtes.